# Pavel Svojanovský
Pavel Svojanovský (12 de agosto de 1943-31 de marzo de 2024) fue un deportista checoslovaco que compitió en remo. Fue hermano del también remero Oldřich Svojanovský.
Participó en tres Juegos Olímpicos de Verano entre los años 1968 y 1976, obteniendo dos medallas, plata en Múnich 1972 y bronce en Montreal 1976. Ganó una medalla de bronce en el Campeonato Mundial de Remo de 1974 y dos medallas en el Campeonato Europeo de Remo, oro en 1969 y plata en 1971.

## Palmarés internacional
| Juegos Olímpicos   | Juegos Olímpicos       | Juegos Olímpicos  | Juegos Olímpicos |
| Año                | Lugar                  | Medalla           | Prueba           |
| ------------------ | ---------------------- | ----------------- | ---------------- |
| 1972               | Múnich (RFA)           | Medalla de plata  | Dos con timonel  |
| 1976               | Montreal (Canadá)      | Medalla de bronce | Dos con timonel  |
| Campeonato Mundial |                        |                   |                  |
| Año                | Lugar                  | Medalla           | Prueba           |
| 1974               | Lucerna (Suiza)        | Medalla de bronce | Dos con timonel  |
| Campeonato Europeo |                        |                   |                  |
| Año                | Lugar                  | Medalla           | Prueba           |
| 1969               | Klagenfurt (Austria)   | Medalla de oro    | Dos con timonel  |
| 1971               | Copenhague (Dinamarca) | Medalla de plata  | Dos con timonel  |